# G-포스: 기니피그 특공대
《G-포스: 기니피그 특공대》(영어: G-Force)는 미국에서 제작된 호이트 예이트먼 감독의 2009년 첩보 모험 코미디 영화이다. 잭 갤리퍼내키스, 빌 나이, 윌 아넷 등이 실물 출연하였고, 샘 록웰, 트레이시 모건, 페넬로페 크루스, 존 패브로, 니컬러스 케이지, 스티브 부세미 등이 목소리 연기를 맡았다. 제리 브룩하이머 등이 제작에 참여하였다.

## 줄거리
고지능을 지닌 설치류를 첩보원으로 훈련시켜 현장에 파견하는 정부 기밀 프로그램이 연방수사국(FBI)에 의해 폐기될 위기에 처한다. 프로그램을 이끄는 벤 켄들 박사는 부서 존속을 위해 G-포스에게 가전 제품 재벌 레너드 세이버의 자택에 잠입해 최근 개발된 집적 회로 관련 정보를 빼내는 독자 임무를 내린다. G-포스는 세이버의 개인 컴퓨터에서 전 세계 인류를 파괴하려는 음모가 담긴 기밀 문서 "클러스터스톰"을 발견해 PDA에 내려받는다.
하지만 보고 시에 이 파일은 엉뚱하게도 평범한 커피메이커 제품 관련 파일로 둔갑해 나타나고, 킵 킬리언 요원은 프로그램 폐쇄와 함께 G-포스 생포를 명령한다. 이제 G-포스는 FBI 요원들을 피해 도망치는 가운데 48 시간 내에 발동할 클러스터스톰도 막아야 한다.

## 출연
- 샘 록웰 - 크레스티드 기니피그 다윈 역
- 트레이시 모건 - 폭스 기니피그 블래스터 역
- 페넬로페 크루스 - 아구티 기니피그 후아레스 역
- 존 패브로 - 아비시니안 기니피그 헐리 역
- 니컬러스 케이지 - 별코두더지 스페클스 / 얀수 씨 역
- 잭 갤리퍼내키스 - 벤 켄들 박사 역
- 빌 나이 - 레너드 세이버 역
- 윌 아넷 - 킵 킬리언 요원 역
- 켈리 가너 - 마시 홀랜즈워스 역
- 스티브 부세미 - 골든햄스터 버키 역
- 디 브래들리 베이커 - 금파리 무치 역
- 호이트 예이트먼 - 쥐 역
- 타일러 패트릭 존스 - 코너 굿맨 역
- 파이퍼 매켄지 해리스 - 페니 굿맨 역
- 잭 콘리 - 특수 요원 데이비드 트리그스태드 역
- 니시 내시 - 로살리타 역
- 저스틴 멘텔 - 테럴 역
- 게이브리얼 캐시어스 - 특수 요원 카터 역
- 라우던 웨인라이트 3세 - 할아버지 역
- 크리스 엘리스 - FBI 국장 역
- 미니 안덴 - 레너드 세이버 조수 역
- 마이클 파퍼존
- 빈센트 더폴

## 기타 제작진
- 배역: 로나 크레스
- 미술: 데버라 에번스
- 세트: 레슬리 E. 롤린스
- 의상: 엘런 미로지닉
- 액션팀: 시에라 피스크